# George Milo
George Milo (New York, 12 dicembre 1909 – Los Angeles, 19 agosto 1984) è stato uno scenografo statunitense.
Ha collaborato come scenografo in quattro film di Alfred Hitchcock: Psyco (1960), Gli uccelli (1963), Marnie (1964) e Il sipario strappato (1966).
Ebbe tre candidature all'Oscar alla migliore scenografia: nel 1961 per Psyco, nel 1962 per Vincitori e vinti e nel 1963 per Il visone sulla pelle.

## Filmografia
- La donna che volevano linciare (Woman They Almost Lynched), regia di Allan Dwan (1953)
- Atomicofollia  (The Atomic Kid), regia di Leslie H. Martinson (1954)
- Psyco (Psycho), regia di Alfred Hitchcock (1960)
- Vincitori e vinti (Judgment at Nuremberg), regia di Stanley Kramer (1961)
- Il visone sulla pelle (That Touch of Mink), regia di Delbert Mann (1962)
- Gli uccelli (The Birds), regia di Alfred Hitchcock (1963)
- Marnie, regia di Alfred Hitchcock (1964)
- L'affare Blindfold (Blindfold), regia di Philip Dunne (1966)
- Il sipario strappato (Torn Curtain), regia di Alfred Hitchcock (1966)